# Trip to the Fair
Trip to the Fair es un álbum recopilatorio publicado en 1998 por el músico inglés Michael Dunford.
Este disco compila material de los dos anteriores elepés que Dunford publicó bajo el nombre de Michael Dunford's Renaissance: The Other Woman de 1994 así como Ocean Gypsy en 1997.
Estos trabajos no son realmente parte de la discografía del grupo británico de rock progresivo Renaissance, sino más bien un proyecto solista de Dunford acompañado de la cantante estadounidense Stephanie Adlington, con un estilo más inclinado al pop rock y folk que al característico rock sinfónico de la banda inglesa.
La canción «Trip to the Fair», grabada en Ocean Gypsy, aunque da nombre a este álbum, no fue incluida aquí.

## Lista de canciones
1. «Ocean Gypsy» (6:46)  
2. «Love Lies,Love Dies» (5:02)  
3. «Thngs I Don't Understand» (4:32)  
4. «Deja Vu» (4:46)  
5. «Young Prince» (2:50)  
6. «Carpet Of The Sun» (3:35)  
7. «The Other Woman» (5:21)  
8. «Don't Talk» (3:57)  
9. «At The Harbour» (6:53)  
10. «Think Of You» (3:14)  
11. «The Great Highway» (6:04)  
12. «So Blase» (4:50)  
13. «Lock In On Love» (4:57) 
14. «Northern Lights» (4:24) 
15. «Star Of The Show» (3:45)  
16. «Somewhere West Of Here» (6:14) 

## Integrantes
- Stephanie Adlington - voz principal, coros
- Michael Dunford - guitarra acústica, coros
- Stuart Bradbury - guitarra eléctrica y acústica en pistas 2, 4, 7, 8, 12, 13, 14, 16
- Andy Spillar - teclados, programación, arreglos en pistas 2, 4, 7, 8, 12, 13, 14, 16
- Richard Brown - piano, teclados, acordeón, arreglos de cuerdas, instrumentos de viento en pistas 1, 3, 5, 6, 9, 10, 11, 15
- Alan Daniels - teclados pistas 1, 3, 5, 6, 9, 10, 11, 15
- Phil Mulford - bajo en pistas 2, 4, 7, 8, 12, 13, 14, 16
- David Woolgar - bajo pistas en 1, 3, 5, 6, 9, 10, 11, 15
- Jimmy Hastings - flauta, flautín, saxofón soprano en pistas 1, 3, 5, 6, 9, 10, 11, 15
- Dave Dowle - batería en pistas 2, 4, 7, 8, 12, 13, 14, 16
- Rod Brown - percusiones en pistas 1, 3, 5, 6, 9, 10, 11, 15
- Rob Williams - coros en pistas 1, 3, 5, 6, 9, 10, 11, 15

Letras:
- Betty Thatcher - pistas 1, 3, 5, 6, 9, 10, 14
- Michael Dunford - pistas 2, 4, 7, 8, 12, 13, 15, 16
- Jude Alderson - pista 11[2]